# Kinesiska muren, Göteborg

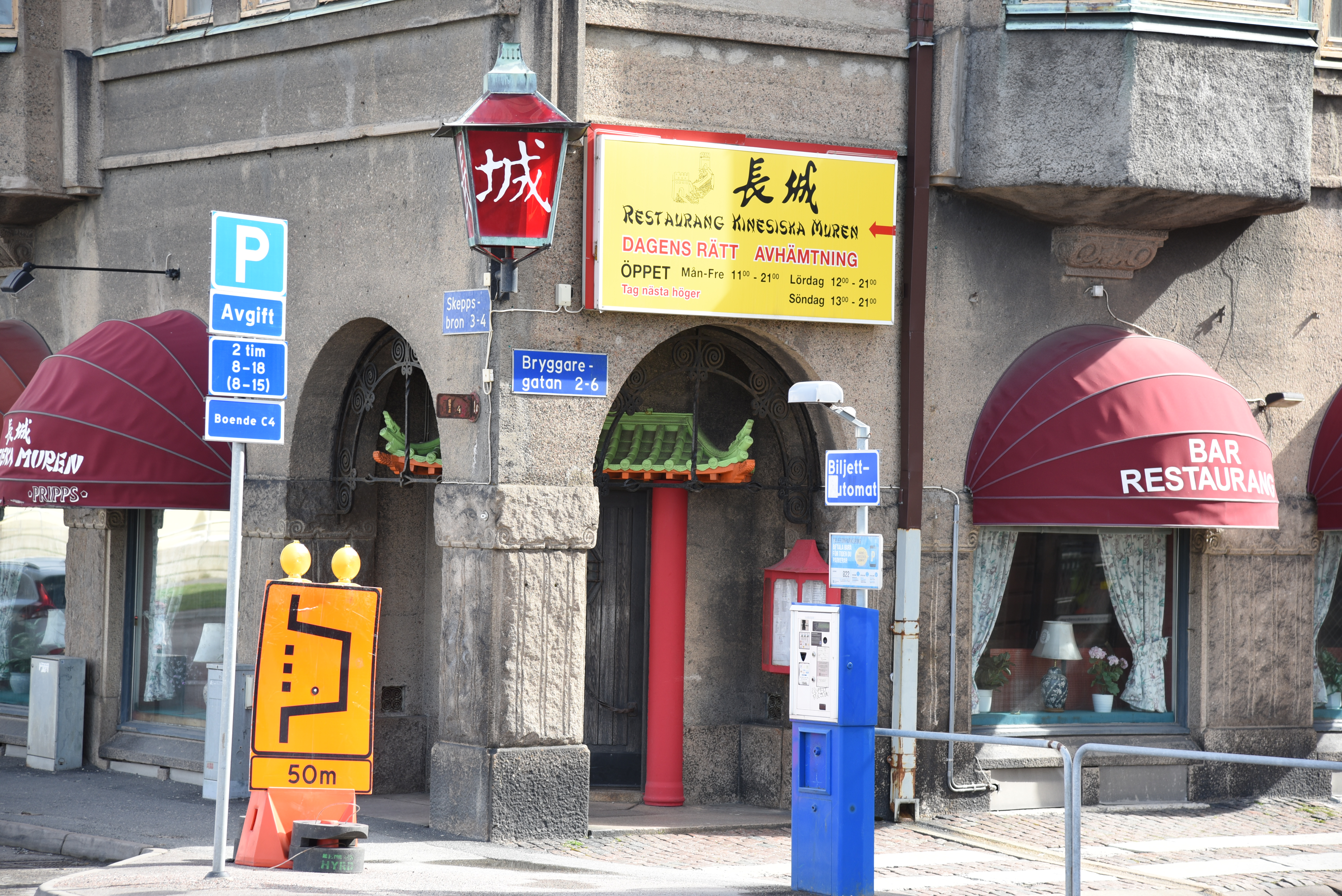
Restaurang Kinesiska muren.

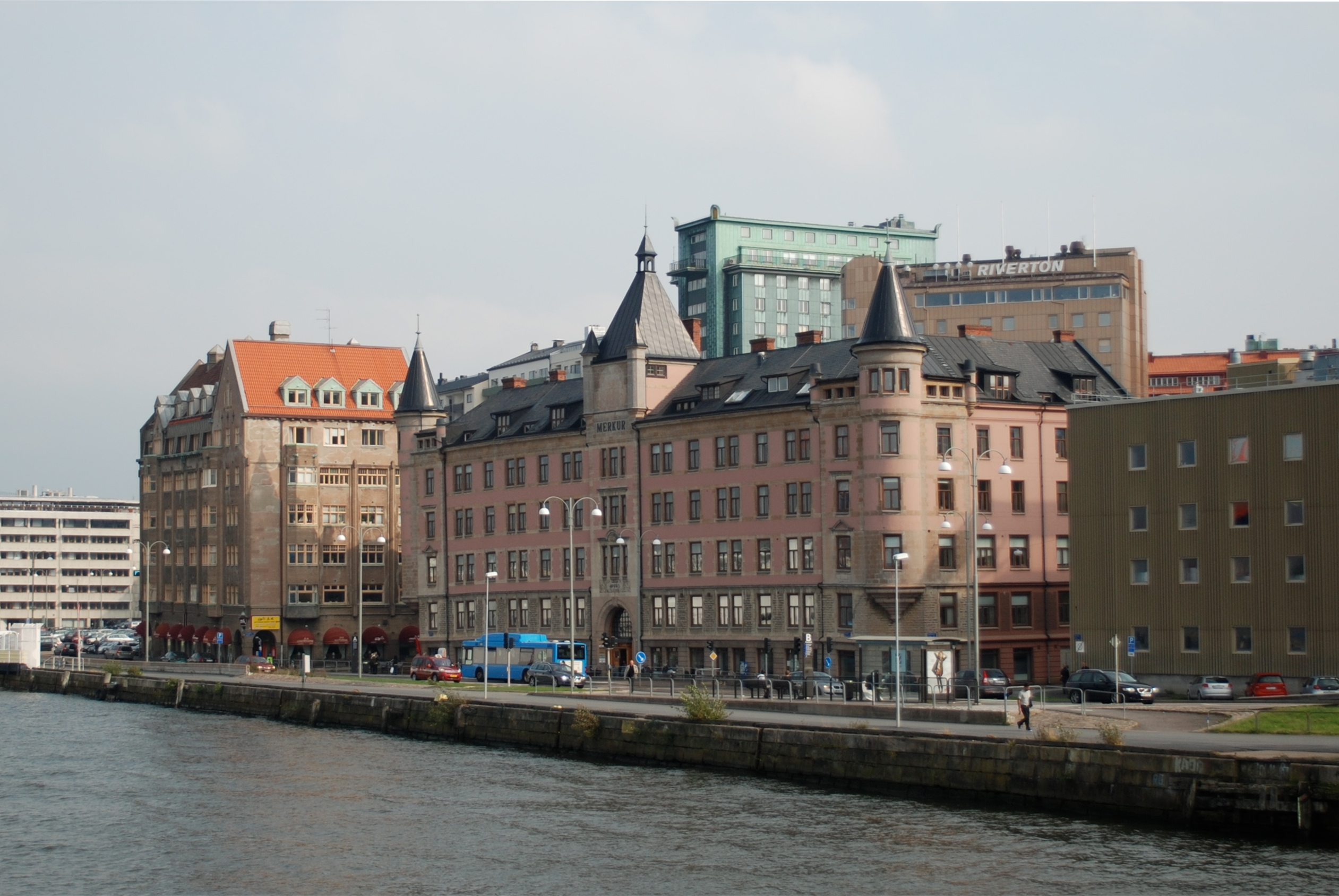
Huset Kinesiska muren till vänster om Merkurhuset.

Kinesiska muren var en kinarestaurang vid Skeppsbron i stadsdelen Inom Vallgraven i Göteborg. Den var stadens andra restaurang i sitt slag, då den öppnades i januari 1961.

## Historik
Liu Wan Chong (också skrivet Liu Wanchun, Liu är familjenamnet)) var en kinesisk sjömanskock, som vid ett besök i Göteborg 1947 blev akterseglad. Liu fick hjälp att ta sig till den kinesiska ambassaden i Stockholm, där han blev kvar för att hjälpa till med maten på ambassaden.  Därefter arbetade han som köksmästare på den kinesiska avdelningen på Berns salonger i Stockholm. År 1956 öppnade han restaurang Bamboo i Köpenhamn, eftersom det där fanns betydligt fler kineser, men 1959 återvände han till Göteborg och startade Sveriges första "kinarestaurang", Kinesiska muren. Liu tog hjälp av kockar från Taiwan för att komponera menyn. Affärsidén var: billig, mycket och god mat. Först 1982 förändrades ursprungsmenyn, då den betydligt starkare Sichuan-maten också började serveras. Kombinationen "Tre små rätter" (i original: friterade räkor, biff med bambu och kyckling med nötter) har sitt ursprung här.
År 1991 fanns det 25 anställda på Kinesiska muren, och år 2013 hade Kinesiska muren AB 6 anställda och omsatte 3,6 miljoner kronor. Verksamheten lades ned den 30 juni 2016. 
Huset som restaurangen var inrymd i kallas i folkmun också för Kinesiska muren och den ligger på Skeppsbron 4 i Göteborg. Byggnaden uppfördes ursprungligen år 1914 efter arkitekterna Hans och Björner Hedlunds ritningar.